# Scambicornus petiti
Scambicornus petiti is een eenoogkreeftjessoort uit de familie van de Synapticolidae. De wetenschappelijke naam van de soort is voor het eerst geldig gepubliceerd in 1963 door Stock & Kleeton.